# Charles Dellon
Charles Claude Gabriel Dellon (geb. um 1649; gest. um 1709) aus Agde war ein französischer Arzt und Indienreisender, von dem eine wichtige Schilderung der Inquisition in Goa stammt.
Charles Dellon ist Verfasser eines Reiseberichts, dessen französisches Original unverzüglich auf Deutsch, englisch und niederländisch übersetzt wurde (dt. unter dem Titel: Die Niemals erhörte Tyranney und Grausamkeit Der Portugiesischen Inquisition ...) und die unerwarteten Erlebnisse des Autors auf seiner Reise nach Indien im 17. Jahrhundert schildert. Im Jahr 1674 wurde er vom Gouverneur von Daman wegen Blasphemie angeklagt. Er wurde dem Urteil des Inquisitionsgerichts unterworfen, inhaftiert und für fünf Jahre in ein portugiesisches Gefängnis gesperrt, um nach dem Prozess vor dem Heiligen Offizium in Lissabon freigelassen zu werden. Er beschreibt darin verschiedene besuchte Orte, wie zum Beispiel Kap Verde, Kap der Guten Hoffnung, Ceylon, Mosambik, Madagaskar. Das Werk wurde auf den Index gesetzt und soll Voltaires Candide teilweise inspiriert haben.

## Werke
- Relation de L’Inquisition de Goa. (erste Ausgabe 1687)

- - (dt. Übersetzung) Die Niemals erhörte Tyranney und Grausamkeit Der Portugiesischen Inquisition, Oder Des Geistlichen Richter-Stuels/ In der Ost-Indianischen Haupt-Statt Goa : Nunmehro erstesmal entdecket durch einen allda lange Zeit gefangen gesessenen und hefftig gemarterten Römisch-Catholischen Frantzosen. Aus dem Frantzösischen in das Teutsche übersetzet/ Und mit schönen Kupffern ausgezieret. 1689 (Online-Teilansicht)

- L’Inquisition de Goa. La relation de Charles Dellon (1687).  Etude, édition & notes de Ch.Amiel & A.Lima. Paris, Chandeigne, 1997.